# Amymone
Amymone (gr. Ἀμυμώνη 'niewinna') – postać w mitologii greckiej. Mieszkanka Lerny, córka Lyrkosa i nieznanej matki. W innej wersji miała być jedną z Danaid, która (jak Hypermnestra) nie brała udziału w zabójstwie. Bohaterka dramatu satyrowego Aischylosa.
Jako dziewczynka została wysłana przez matkę, by przyniosła wodę. Amymone poszukując wody na pustkowiu, usłyszała szelest w krzakach. Napięła łuk i wypuściła strzałę. Niestety strzała ugodziła śpiącego satyra, który zaczął ją gonić. Amymone wezwała na pomoc Posejdona. Zjawił się i przegonił satyra, a następnie rzucił trójzębem w skałę. Kiedy dziewczynka wyjęła trójząb wytrysnęło źródło wody, nazwane później jej imieniem.
Kiedy Amymone dorosła, uwiódł ją Posejdon, a ona urodziła mu syna Napliosa, przyszłego władcę Lerny.